# Florian Marange
Florian Marange (* 3. März 1986 in Pauillac) ist ein französischer ehemaliger Fußballspieler.

## Karriere

### Verein
Maranges Profikarriere begann im Januar 2005 bei Girondins Bordeaux. Am 26. Mai 2005 gab er im Spiel gegen den FC Metz sein Debüt in der Ligue 1. Zuvor durchlief er bereits die Jugendmannschaften der Hafenstädter und wurde im Nachwuchsinternat Le Haillan ausgebildet.
Im Januar 2009 wurde er für ein halbes Jahr an den Le Havre AC ausgeliehen, wo er in 13 Ligaspielen ein Tor für sich verbuchen konnte. Die Saison 2009/10 spielte er leihweise für AS Nancy, dort absolvierte er 16 Einsätze in der Ligue 1
Am 16. August 2013 unterschrieb er einen Ein-Jahres-Vertrag beim englischen Premier-League-Aufsteiger Crystal Palace, mit Option auf ein weiteres Jahr.

### Nationalmannschaft
Marange war U-21-Juniorenauswahlspieler Frankreichs.
Außerdem war er Teilnehmer bei der U-19-Fußball-Europameisterschaft 2005 in Nordirland, als Frankreich zum fünften Mal diesen Wettbewerb gewinnen konnte.

## Erfolge

### Verein
- Französischer Vize-Meister mit Girondins Bordeaux: 2006, 2008
- Französischer Ligapokalsieger mit Girondins Bordeaux: 2007

### Nationalmannschaft
- U-19 Europameister mit Frankreich: 2005